# 港口崙
港口崙，是臺灣高雄市岡山區的一個傳統地域名稱，位於該區西部偏南。相較於今日行政區，其範圍大致包括協和里西半部不含南部邊界地帶、機場用地不含南半部的東大半部及東部邊界地帶中央偏北一小段。
本地區大部分為機場用地。

## 歷史
台灣日治初期，港口崙地區為一街庄，稱為「港口崙庄」（舊制街庄），隸屬於仁壽上里。該庄昔日北隔阿公店溪與竹仔港庄、本洲庄為鄰，東與前峰庄、後協庄為鄰，東南與石螺潭庄為鄰，南邊及西邊為彌陀港庄。
1901年（日治明治三十四年）11月11日，全台廢縣廳改設二十廳，該庄隸屬於鳳山廳。1904年（明治三十七年）5月3日，該庄編入「梓官區」，隸屬於鳳山廳。1909年（明治四十二年）10月25日，全台合併二十廳為十二廳，梓官區改隸屬於臺南廳。1920年（大正九年）10月1日，全台地方制度大改正，廢十二廳改設五州二廳，該庄改制為「港口崙」大字，隸屬於高雄州岡山郡彌陀庄（新制街庄）。1943年（昭和十八年）10月1日，港口崙、石螺潭兩大字改隸屬於岡山街。
戰後岡山街改制為岡山鎮，隸屬於高雄縣，大字亦改制為里。1950年（民國39年）10月1日，高、屏分治，岡山鎮仍隸屬於高雄縣。2010年（民國99年）12月25日，高雄縣、市合併為直轄高雄市，岡山鎮改制為岡山區。

## 聚落
本地區發展較早的聚落為港口崙（已消失），在日治初期的官方地圖上已有記載。目前大部分為機場用地。

## 交通
區道高28線是機場至新挖仔的道路，經過本地區東北部凸出部分的東南端。

## 設施
- 空軍岡山基地